# David Nikolli
David Nikolli (20 giugno 1994) è un mezzofondista albanese.

## Record nazionali
Seniores
- 800 m piani: 1'47"28 ( Lignano Sabbiadoro, 3 luglio 2021)
- 1000 m piani indoor: 2'20"98 ( Padova, 11 febbraio 2023)
- 1500 m piani: 3'37"82 ( Padova, 5 settembre 2021)
- 1500 m piani indoor: 3'39"18 ( Padova, 5 febbraio 2023)
- Miglio: 3'57"56 ( Milano, 11 giugno 2022)
- 2000 m piani: 5'07"50 ( Bydgoszcz, 19 agosto 2020)
- 3000 m piani: 7'51"84 ( Nembro, 2 agosto 2022)
- 3000 m piani indoor: 8'20"90 ( Padova, 21 gennaio 2017)
- 5 km su strada: 14'09" ( Piacenza, 24 novembre 2024)
- Mezza maratona: 1h06'38" ( Roma), 7 novembre 2021)

## Palmarès
| Anno | Manifestazione                         | Sede                  | Evento         | Risultato | Prestazione | Note |
| ---- | -------------------------------------- | --------------------- | -------------- | --------- | ----------- | ---- |
| 2017 | Campionati balcanici                   | Novi Pazar            | 1500 m piani   | 5º        | 3'54"53     |      |
| 2017 | Campionati balcanici                   | Novi Pazar            | 3000 m piani   | Oro       | 8'31"45     |      |
| 2018 | Campionati balcanici                   | Stara Zagora          | 5000 m piani   | Argento   | 14'32"22    |      |
| 2018 | Campionati balcanici                   | Stara Zagora          | 3000 m piani   | 8º        | 8'39"65     |      |
| 2018 | Europei di cross                       | Tilburg               | Corsa seniores | 73º       | 31'42"      |      |
| 2019 | Campionati balcanici indoor            | Istanbul              | 1500 m piani   | 7º        | 3'52"52     |      |
| 2019 | Campionati balcanici                   | Pravets               | 1500 m piani   | Bronzo    | 3'47"06     |      |
| 2019 | Campionati balcanici                   | Pravets               | 3000 m piani   | Bronzo    | 8'25"87     |      |
| 2020 | Campionati balcanici indoor            | Istanbul              | 1500 m piani   | Bronzo    | 3'50"52     |      |
| 2023 | Europei indoor                         | Turchia               | 1500 m piani   | Batteria  | 3'42"67     |      |
| 2024 | Campionati balcanici di mezza maratona | Nikšić                | Mezza Maratona | Oro       | 1h10'07"    |      |
| 2024 | Campionati balcanici                   | Izmir                 | 3000 m piani   | Argento   | 8'07"37     |      |
| 2024 | Campionati dei piccoli stati europei   | Gibilterra            | 1500 m piani   | dnf       | dnf         |      |
| 2024 | Campionati balcanici di cross          | Câmpulung Moldovenesc | Corsa Seniores | Oro       | 30'25"      |      |
| 2024 | Europei di cross                       | Antalya               | Corsa seniores | 64º       | 24'06"      |      |

## Altre competizioni internazionali
2017
- Oro ai campionati regionali indoor ( Padova), 3000 m piani indoor - 8'20"90

2019
- 12º alla BOclassic ( Bolzano), 10km - 30'03"

2020
- 9 all'Irena Szewińska Memorial ( Bydgoszcz), 2000 m piani - 5'07"50
- 10º alla BOclassic ( Bolzano), 5 km - 14'13"

2021
- 6º al Meeting Città di Padova ( Padova), 1500 m piani - 3'37"82
- 8º al Meeting Internazionale Sport&Solidarietà ( Lignano Sabbiadoro), 800 m piani - 1'47"28
- 4º alla Mezza maratona di Roma ( Roma) - 1h06'38"

2022
- 14º all'Hanžeković Memorial ( Zagabria), 3000 m piani - 8'06"89
- 7º al Meeting Internazionale Città di Nembro ( Nembro), 3000 m piani - 7'51"84
- 4º al Trofeo Donkenyarun ( Milano), Miglio - 3'57"56

2023
- Oro al Meeting nazionale indoor ( Padova), 1500 m piani indoor - 3'39"18
- Argento al Meeting regionale indoor ( Padova), 1000 m piani indoor - 2'20"98

2025
- 18º al Giro podistico internazionale di Castelbuono ( Castelbuono) - 39'25"
- 19º al Cross di Alà dei Sardi ( Alà dei Sardi)